# Leulinghem
Leulinghem (niederländisch Loningem) ist eine französische Gemeinde mit 263 Einwohnern (Stand: 1. Januar 2022) im Département Pas-de-Calais in der Region Hauts-de-France. Sie gehört zum Arrondissement Saint-Omer und zum Kanton Lumbres.

## Geographie
Leulinghem liegt  im Regionalen Naturpark Caps et Marais d’Opale, sechs Kilometer westsüdwestlich von Saint-Omer. Nachbargemeinden von Leulinghem sind  Zudausques im Norden, Saint-Martin-lez-Tatinghem im Nordosten und Osten, Wisques im Osten und Südosten, Setques im Süden und Südwesten sowie Quelmes im Westen. Durch Leulinghem führt die frühere Route nationale 42 (heutige D942).

## Bevölkerungsentwicklung
| Jahr                       | 1962 | 1968 | 1975 | 1982 | 1990 | 1999 | 2006 | 2013 | 2022 |
| Einwohner                  | 153  | 149  | 114  | 164  | 211  | 219  | 219  | 240  | 263  |
| Quellen: Cassini und INSEE |      |      |      |      |      |      |      |      |      |

## Sehenswürdigkeiten

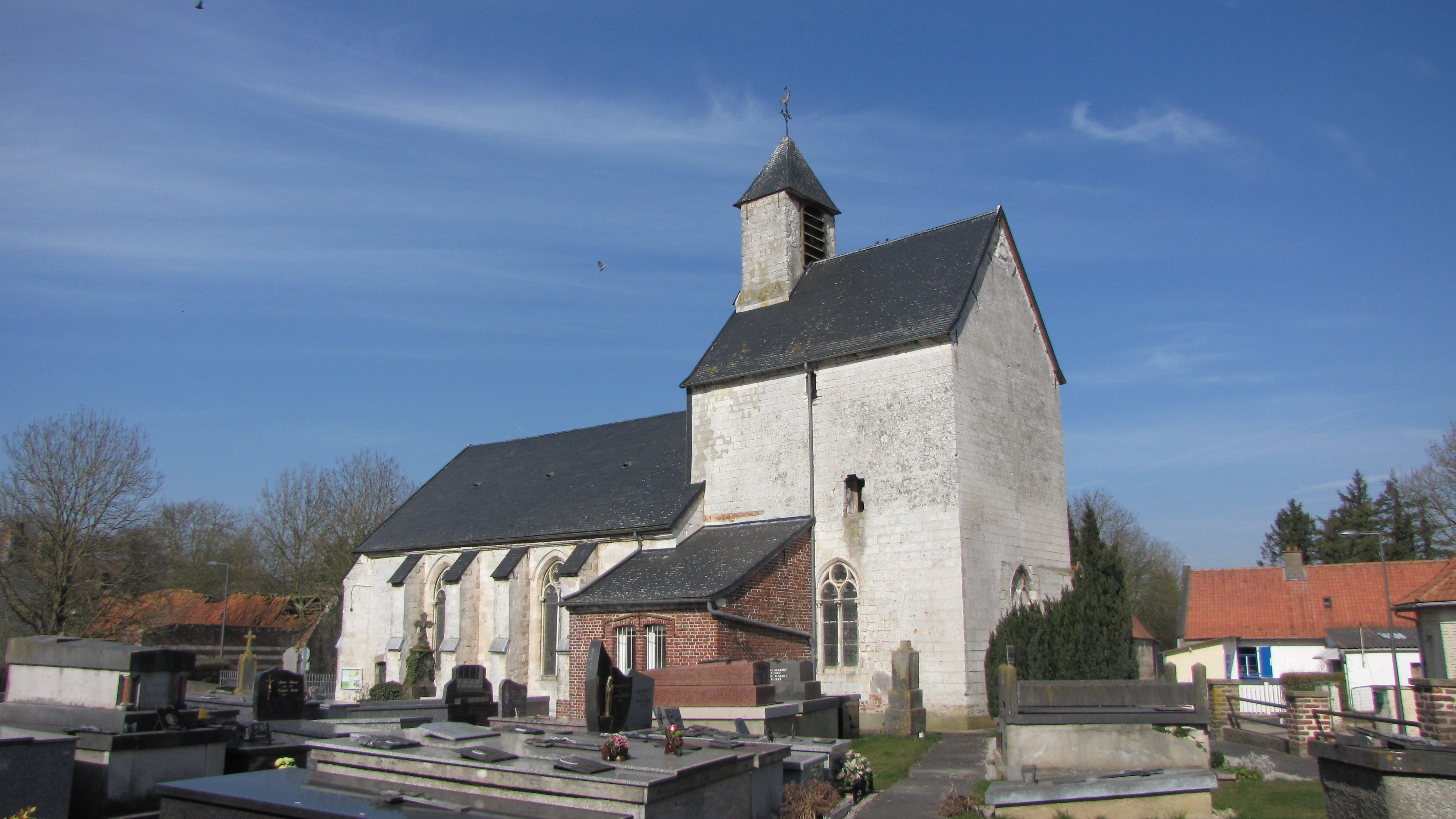
Kirche Saint-Maurice

- Kirche Saint-Maurice

## Belege
1. ↑  De Nederlanden in Frankrijk, Jozef van Overstraeten, 1969